# 청도 덕촌리 털왕버들
청도 덕촌리 털왕버들(淸道 德村里 털왕버들)은 대한민국 경상북도 청도군 각북면 덕촌리에 있는 왕버들이다. 1982년 11월 9일 대한민국의 천연기념물 제298호로 지정되었다.

## 개요
털왕버들은 버드나무과에 속하는 나무로 일본, 중국을 비롯해 우리나라에 분포하고 있다. 버드나무에 비해 키가 크고 옆도 넓으며, 잎자루와 가지에 털어 있어서 털왕버들이라고 부른다. 바람을 막아주는 방풍용 또는 정자나무로 쓰인다.
덕산초등학교 옆 냇가에서 자라고 있는 청도 덕촌리의 털왕버들은 나이가 200년 정도로 추정되며 높이가 14m, 둘레는 3.6m이다. 이 버드나무는 봄에 잎이 필 때 한번에 피는가 하면 가지에 따라 늦게 피는 경우도 있다고 한다. 이처럼 잎이 피는 상황에 따라 농사가 풍년이 들기도 하고 흉년이 들기도 한다고 전해지고 있다. 현재 마을 주민들의 휴식처로 사용되고 있다.
청도 덕촌리의 털왕버들은 희귀종 버드나무로 오랜 세월동안 조상들의 보살핌 속에 살아왔으며, 우리나라에서 가장 크고 오래된 털왕버들 중의 하나로 생물학적 보존가치가 높아 천연기념물로 지정하여 보호하고 있다.

## 같이 보기
- 왕버들

## 참고 자료
- 청도 덕촌리 털왕버들 - 국가유산청 국가유산포털